# Myrcia cambessedesiana
Myrcia cambessedesiana är en myrtenväxtart som beskrevs av Otto Karl Berg. Myrcia cambessedesiana ingår i släktet Myrcia och familjen myrtenväxter. Inga underarter finns listade i Catalogue of Life.